# Scharmede
Scharmede ist ein östlicher Stadtteil von Salzkotten in Nordrhein-Westfalen, Deutschland und gehört zum Bürener Land im Hochstift Paderborn.

## Geografie

### Geografische Lage
Scharmede liegt im östlichen Hellwegraum. Laut der heute meist benutzten Einteilung im Handbuch der naturräumlichen Gliederung Deutschlands liegt der Großteil des Orts in der Untereinheit 542.13 Geseker Unterbörde, die zu der Teileinheit 542.1 Unterer Hellweg, der Haupteinheit 542 Hellwegbörden und der Haupteinheitengruppe 54 Westfälische Bucht gehört. Im Norden hat der Ort an der Gunne einen kleinen Anteil an der Untereinheit 540.20 Obere Lippetalung, die zur Teileinheit 540.2 Ostmünsterländer Sande, der Haupteinheit 540 Ostmünsterland und der Haupteinheitengruppe 54 Westfälische Bucht gehört.

### Nachbarorte
Beginnend im Süden grenzt Scharmede im Uhrzeigersinn an die Salzkottener Stadtteile Salzkotten und Thüle, die Delbrücker Stadtteile Anreppen und Bentfeld sowie die Paderborner Stadtteile Elsen und Wewer, die allesamt dem Kreis Paderborn angehören.

### Klima
Scharmede gehört wie Ostwestfalen-Lippe insgesamt zum ozeanischen Klimabereich Nordwestdeutschlands, dem es geringe Temperaturgegensätze und milde Winter verdankt. Allerdings sind schon kontinentale Einflüsse wirksam. So liegt die Temperatur im Sommer höher und die Nächte sind kühler als in größerer Nähe zur Küste. An der Abmilderung der Niederschlagsmenge und der höheren Zahl an Sonnentagen sind allerdings auch die umliegenden Mittelgebirge beteiligt.

## Geschichte

### Ersterwähnung und Ortsname

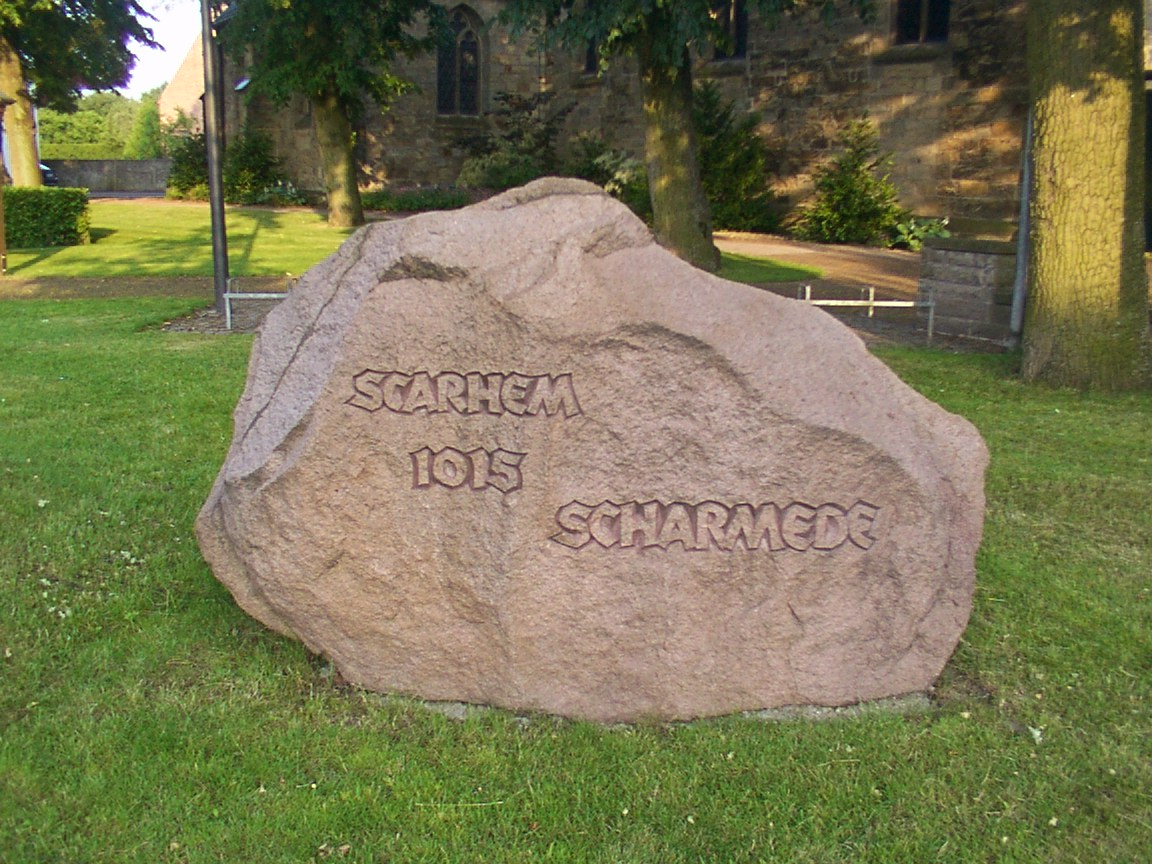
Gedenkstein zur ersten urkundlichen Erwähnung 1015

Zum Jahr 1015 n. Chr. wird Scharmede in der Vita Meinwerci aus der Zeit um 1160 als Scarhem zum ersten Male urkundlich erwähnt. Die heutige Schreibweise des Ortsnamens entstand nach dem Dreißigjährigen Krieg aufgrund des Vorbilds von Ortsnamen auf '-ede', nachdem der Ortsname im Spätmittelalter zu "Scharme" verkürzt worden war. Dialektal ist Scharme immer noch üblich. Der ursprüngliche Ortsname wird als 'Heim an einer Geländekante oder Böschung' oder 'Heim einer Kriegerschar' interpretiert.

### Neuzeit
Bei einem Brand 1669 wurden die meisten Urkunden vernichtet. Deshalb lässt sich die Geschichte der Gemeinde Scharmede bis zum Anfang des 19. Jahrhunderts nur mühsam rekonstruieren. Wahrscheinlich wohnten hier schon seit frühester Zeit Menschen, da Wald, Wiesen und fließendes Wasser gute Siedlungsmöglichkeiten boten.
Das Gebiet von Scharmede gehört schon seit dem frühen Mittelalter zum Gebiet des späteren Hochstifts Paderborn.
1802 verlor das Hochstift Paderborn mit der Besetzung durch Preußen seine staatliche Selbständigkeit.
Die Gemeinde Scharmede gehörte von 1807 bis 1813 zum Kanton Salzkotten des Departements der Fulda im Königreich Westphalen. Scharmede fiel 1813 nach der napoleonischen Niederlage an Preußen zurück, wurde 1815 in die neue Provinz Westfalen eingegliedert und kam 1816 durch Erlass der Königlichen Regierung in Minden an den neuen Kreis Büren. Aus dem Kanton Salzkotten wurde im Kreis Büren das Amt Salzkotten, das seit 1859 in Personalunion zusammen mit dem Amt Boke verwaltet wurde und in den 1930er Jahren im Amt Salzkotten-Boke aufging.
Die Lutheraner im Ort gehören zur evangelischen Kirchengemeinde Elsen im Kirchenkreis Paderborn der Evangelischen Kirche von Westfalen.
Durch das Sauerland/Paderborn-Gesetz wurden die meisten Gemeinden des Amtes Salzkotten-Boke und somit auch Scharmede am 1. Januar 1975 zur neuen Stadt Salzkotten zusammengelegt und kamen mit dieser zum Kreis Paderborn. Rechtsnachfolgerin des aufgelösten Amtes Salzkotten-Boke und der Gemeinde Scharmede ist die Stadt Salzkotten.
Scharmede ist ein Stadtteil Salzkottens, und der von den Bürgern gewählte Stadtrat wählt für die Stadtteile Ortsvorsteher.

### Einwohnerentwicklung
| Jahr      | 1818 | 1831 | 1837 | 1843 | 1849 | 1852 | 1858 | 1867 | 1871 | 1885 | 1895 |
| Einwohner | 353  | 355  | 383  | 447  | 459  | 499  | 500  | 506  | 489  | 554  | 586  |

| Jahr      | 1905 | 1925 | 1933 | 1939 | 1946 | 1950 | 1957 | 1961 | 1965 | 1972 | 1975 | 1980 | 1985 | 1989 | 1995 | 2000  |
| Einwohner | 604  | 816  | 998  | 996  | 1519 | 1506 | 1541 | 1595 | 1796 | 1832 | 1807 | 1702 | 1784 | 1900 | 2036 | k. A. |

| Jahr      | 2004 | 2010 | 2015 |
| Einwohner | 2493 | 2577 | 2625 |

Einwohnerentwicklung von 1818 bis 2015 nach nebenstehender Tabelle

Zur Zeit der Eingemeindung nach Salzkotten am 1. Januar 1975 hatte Scharmede 1807 Einwohner. Bis zum 31. Dezember 2004 stieg diese Zahl um 686 auf 2493, das heißt, dass die Bevölkerung in diesen drei Jahrzehnten um 37,96 % zunahm.

## Religionen

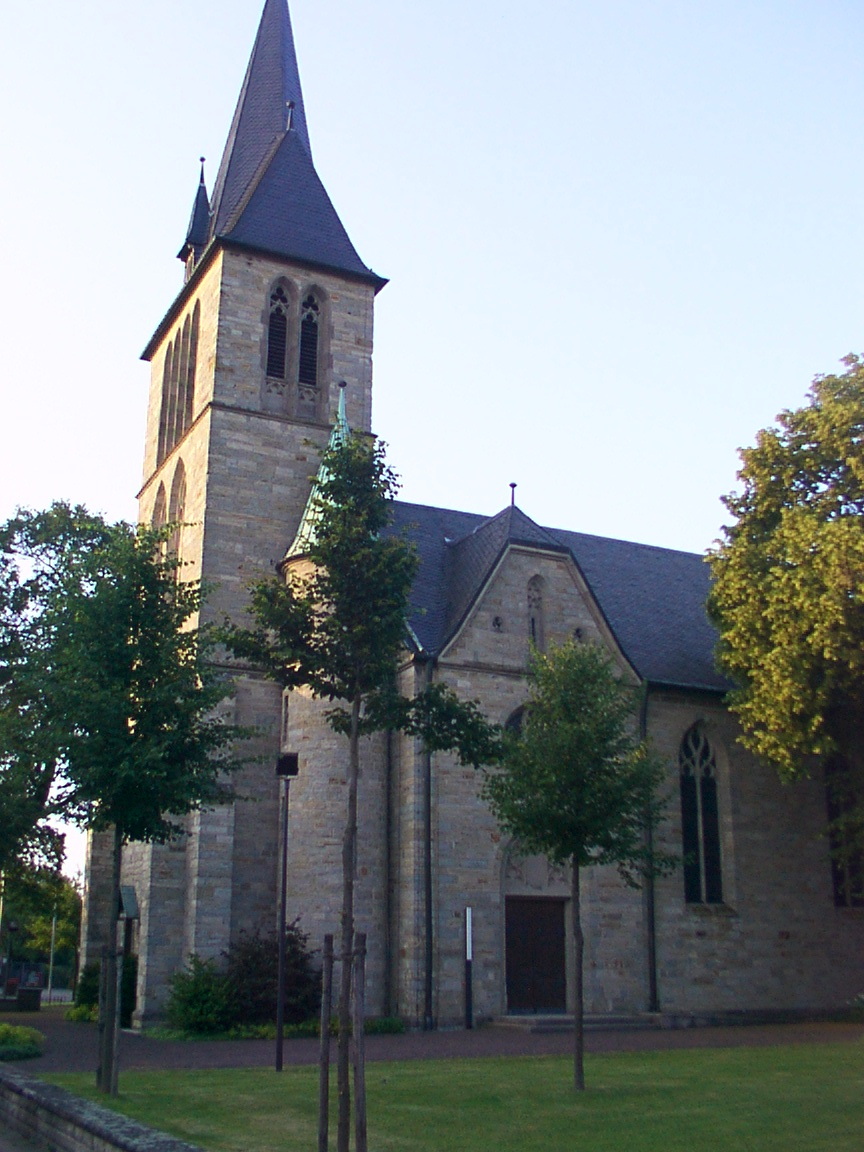
Katholische Kirche Sankt Petrus und Paulus

Die Mehrheit der Bevölkerung in Scharmede ist katholisch und gehört zur Pfarrgemeinde Sankt Petrus und Paulus Scharmede im Pfarrverbund Heder-Gunne-Lippe des Dekanats Büren-Delbrück im Erzbistum Paderborn. Bis zum Beginn des 20. Jahrhunderts gehörte Scharmede zur Pfarrgemeinde Sankt Laurentius Thüle. Erst seit dem Bau der heutigen Pfarrkirche 1906 neben der damaligen, der heiligen Katharina geweihten Kapelle entfällt der lange Weg zum Gottesdienst nach Thüle.

## Politik

### Stadtratswahl
Die letzte Kommunalwahl 2009 ergab folgende Verteilung im Salzkottener Stadtrat:
- CDU 59,9 %
- SPD 15,9 %
- FDP 12,0 %
- Grüne 7,0 %
- FBI 5,2 %

### Ortsvorsteher
Ortsvorsteherin ist Gisela Buschmeier (CDU).

### Wappen
Am 30. September 1966 genehmigte der Innenminister des Landes Nordrhein-Westfalen der damaligen Gemeinde Scharmede, das nachstehend beschriebene Wappen zu führen:
Blasonierung: „Von Grün und Silber (Weiß) geteilt; oben die Zierform eines silbernen (weißen) stehenden Fächers (Palmette) mit dreizehn oben gerundeten Lamellen, deren erste und letzte unten schneckenförmig eingerollt sind; unten die untere Hälfte eines zerbrochenen roten Richtrades mit fünf spitz über den Radkranz hinausragenden Speichen.“
Begründung: Die Fächerrosette findet sich als Weserrenaissance-Motiv am 1589 erbauten Fachwerkspeicher im Ortszentrum. Das Richtrad ist Marterwerkzeug und somit Attribut der heiligen Katharina, Patronin der ehemaligen Scharmeder Kapelle, die 1907 nach dem Bau der heutigen Pfarrkirche abgerissen wurde.

### Städtepartnerschaften
Am 10. Oktober 1973 schloss die damalige Gemeinde Scharmede eine Partnerschaft mit Cerisy-la-Forêt in der Normandie, Frankreich, und ist damit die erste Gemeinde des damaligen Kreises Büren, die eine solche Partnerschaft einging.

## Kultur und Sehenswürdigkeiten

### Bauwerke

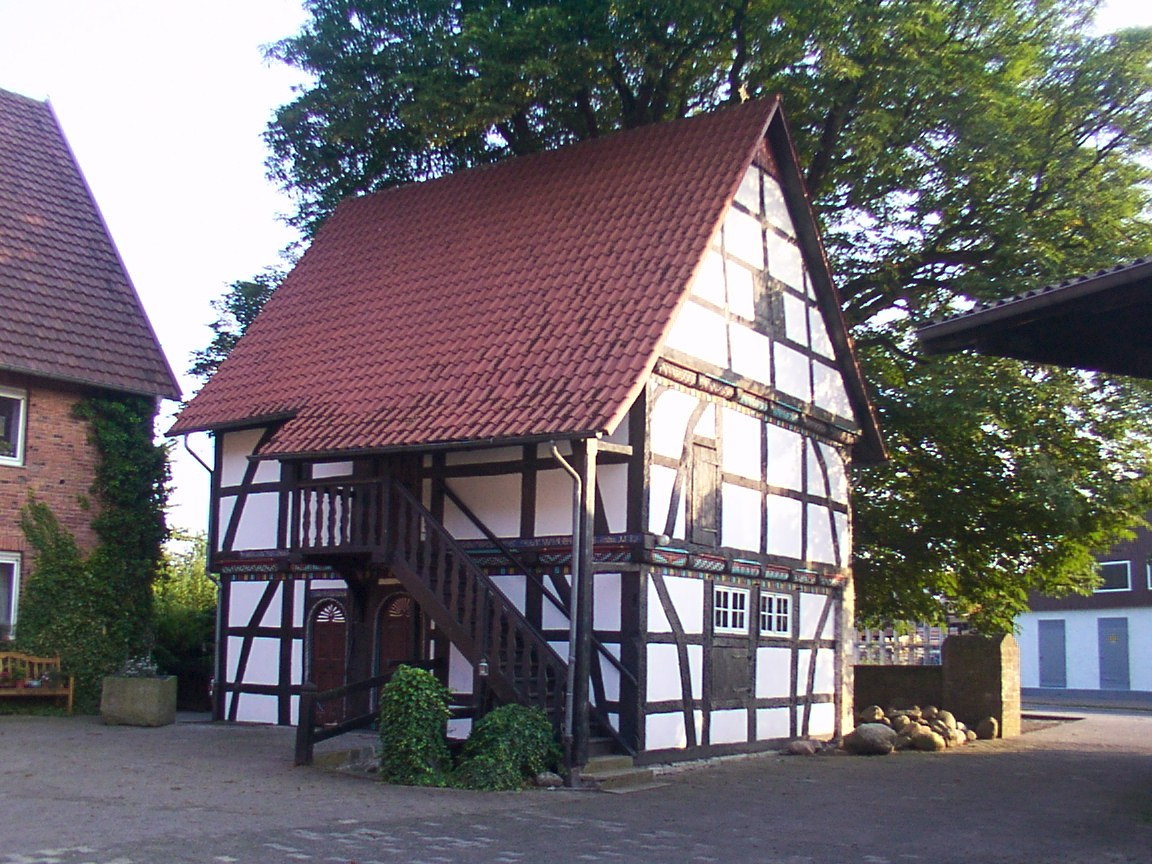
Historischer Speicher von 1589

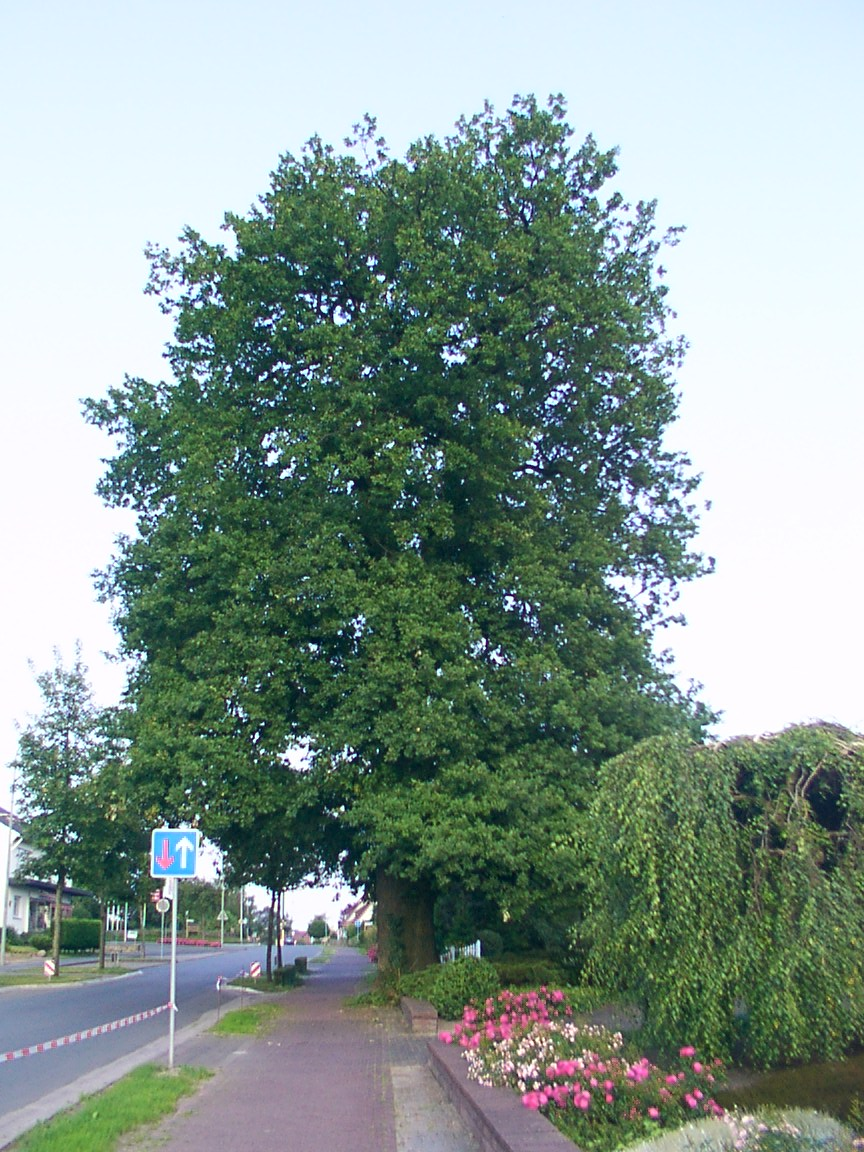
Alte Eiche (Naturdenkmal)

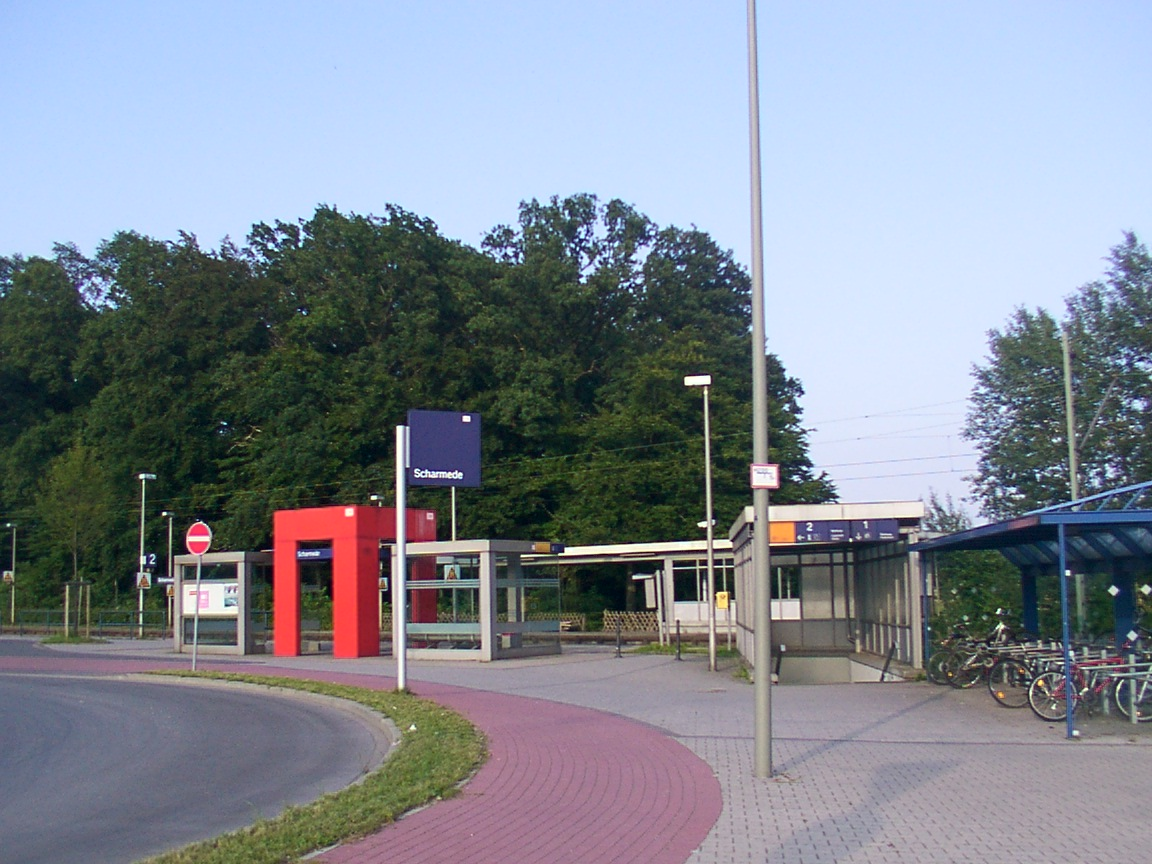
Bahnhof Scharmede

Sehenswert ist der kulturhistorisch wertvolle Speicher aus dem Jahre 1589 in Stil der Weserrenaissance.
Hinrich Schulte und seine Ehefrau Katharina errichteten ihn auf dem ehemaligen Amtshof des Paderborner Domkapitels. Das Obergeschoss des Fachwerkspeichers mit zwei Stockwerken und Keller dient dem Heimatverein als Versammlungsraum.
siehe auch Liste der Baudenkmäler in Salzkotten – Scharmede

### Naturdenkmäler
Naturdenkmäler sind die große alte Eiche an der Bahnhofstraße in Scharmede und die Kastanie am Speicher.

### Sport
Der SC Concordia 1919 Scharmede e. V. bietet Sportmöglichkeiten in den Abteilungen Fußball, Tennis, Gymnastik, Tanzsport, Lauftreff, Schießsport und Badminton.

## Verkehr
Scharmede liegt etwa zwölf Kilometer westlich von Paderborn. 
Der Haltepunkt Scharmede an der Strecke Warburg–Hamm wird im Halbstundentakt von der Regionalbahn RB 89 Ems-Börde-Bahn (Münster–Hamm–Paderborn–Warburg) bedient. 
Im Nahverkehr gilt der Westfalentarif. Es verkehren Busse der Linie 493 auf der Verbindung Paderborn–Scharmede–Salzkotten(–Geseke), betrieben von der BahnBus Hochstift GmbH (BBH).
Kleinbusse wie die SK3 sind zudem stündlich im Einsatz.

## Söhne und Töchter der Ortschaft
- Heinrich von Schultheiß (* 1580 in Scharmede, heute Salzkotten; † 1646 in Arnsberg(?)) war zur Zeit der Hexenverfolgungen einer der berüchtigtsten Hexenrichter in Westfalen.